# Moskee van de sjah
De Moskee van de sjah (Masjid-i-Sjah) of de Koningsmoskee is een moskee in de Iraanse stad Isfahan.
De moskee wordt ook wel de Moskee van de imam genoemd. Imam verwijst in dit geval naar ayatollah Khomeini.
De bouw van de moskee begon in 1611 in opdracht van sjah Abbas de Grote. De moskee moest de vrijdagmoskee van Isfahan vervangen. De bouw was klaar in 1630.
De iwan, de ingang, ligt evenwijdig aan het Plein van de Emam en wordt geflankeerd door een dubbele galerij. De rest van de moskee ligt daarachter en staat onder een hoek van ongeveer 45 graden met het plein, in de richting van Mekka. Het 'plafond' van de iwan is opgebouwd uit muqarnas.
Het gebouw zelf meet 130 × 100 meter en heeft een binnenplaats van 70 × 70 meter. Om de binnenplaats bevinden zich kleinere gebedsruimtes en ruimtes voor de madrassa.
De koepel van de moskee is 52 meter hoog en is lichtblauw van kleur.
Sommige delen van het gebouw zijn bekleed met schitterende mozaïeken. De rest van het gebouw is bekleed met zevenkleurige geglazuurde tegels, die goedkoper zijn dan mozaïek. Het gebouw heeft een band met witte letters met religieuze teksten, uitgevoerd in de tuluth-kalligrafie.
Een grondige restauratie van de koepel startte in 2010. In 2022 bij de afwerking van de restauratie moesten de verantwoordelijken toegeven dat bij de restauratie fouten zijn gemaakt die de koepel hebben beschadigd en verder herstel van dit onderdeel van een werelderfgoedsite noodzakelijk maken.

## Galerij

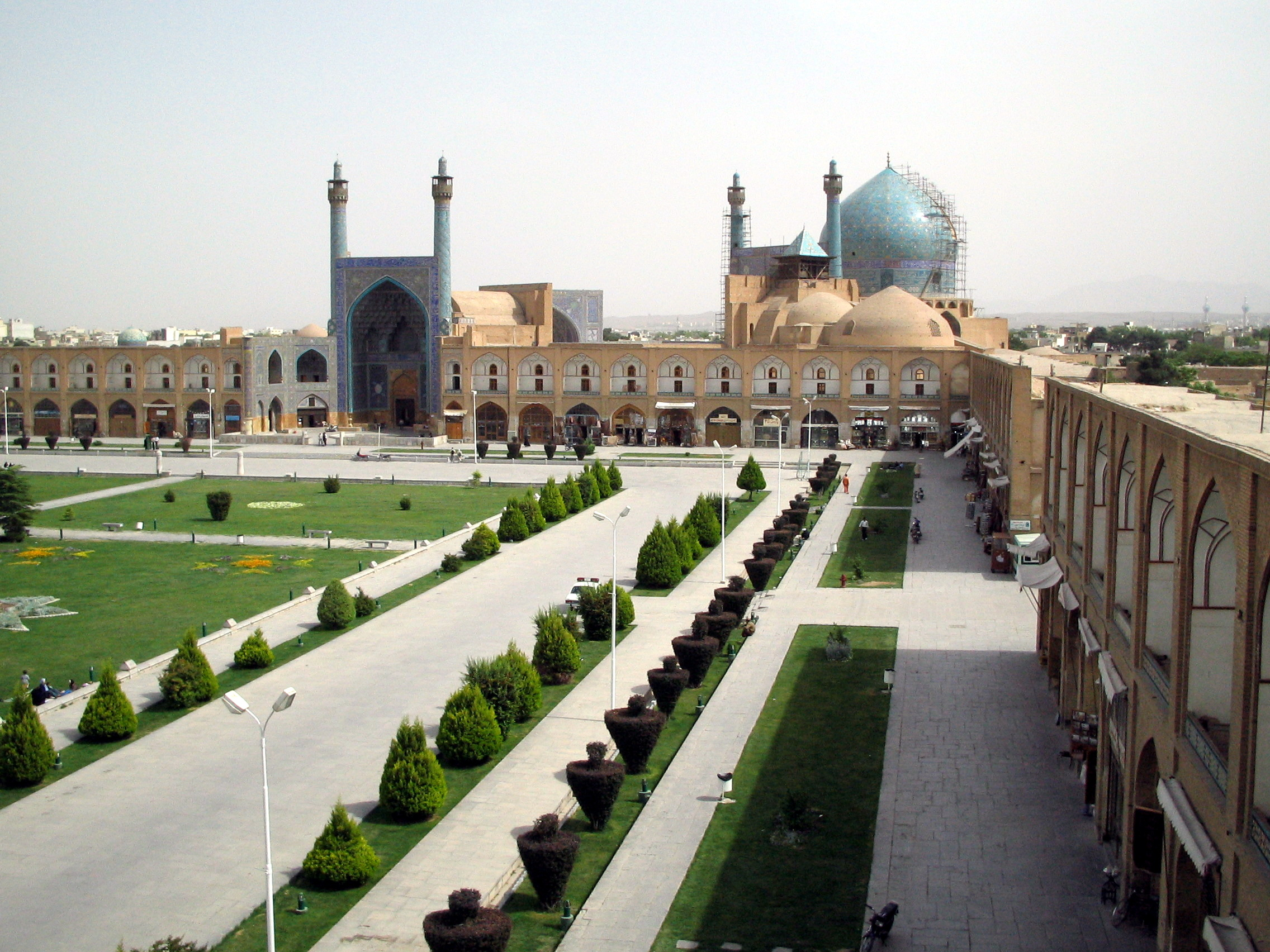
Moskee van de sjah
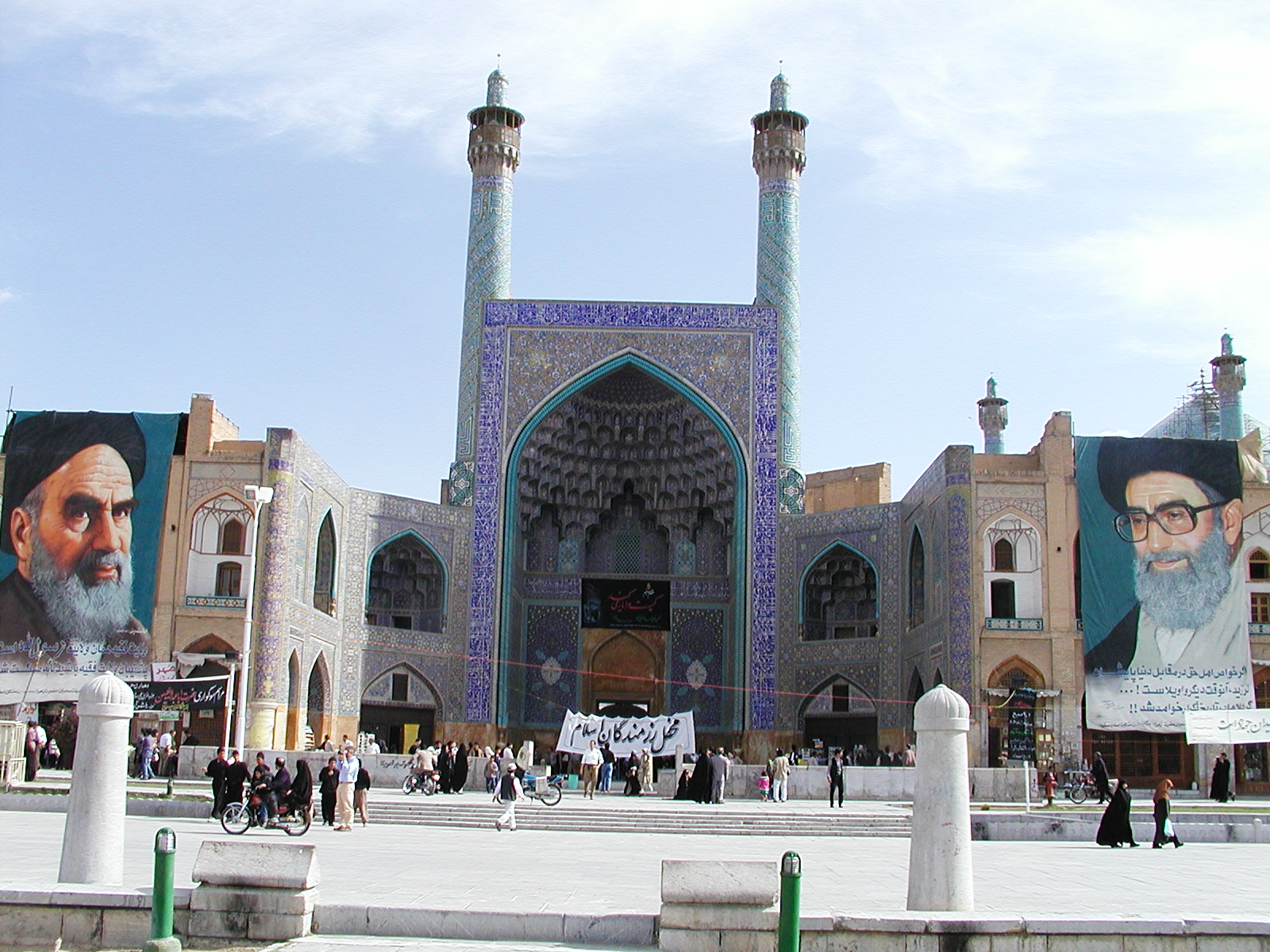
Iwan vanaf het plein
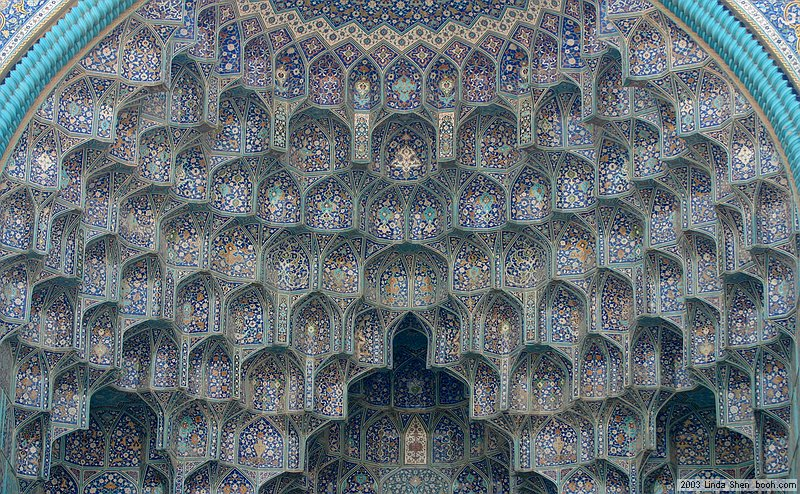
Zeven rijen muqarnas boven de ingang
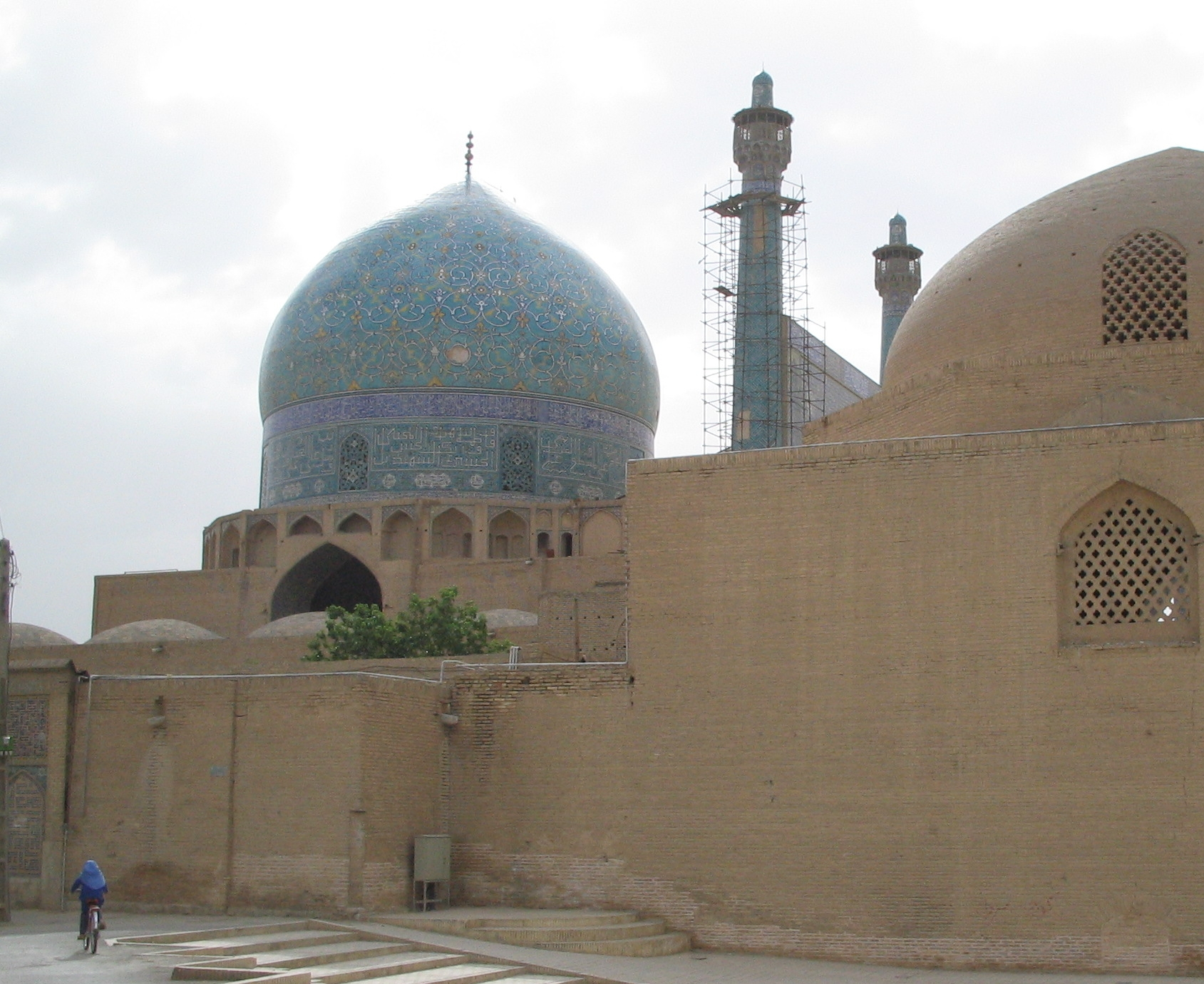
De koepel vanaf de achterzijde
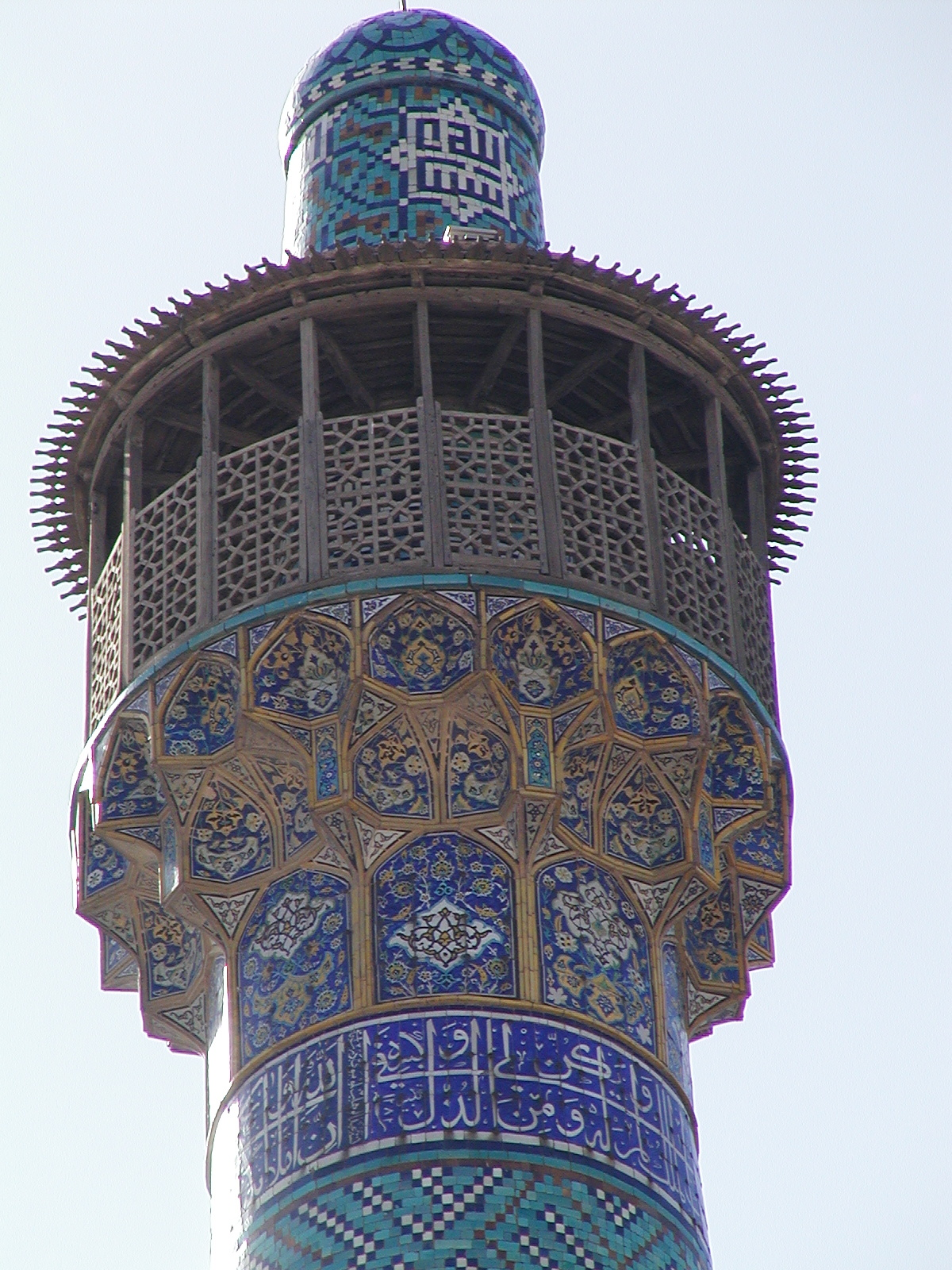
Minaret